# 5643 Roques
5643 Roques este un asteroid din centura principală de asteroizi.

## Descriere
5643 Roques este un asteroid din centura principală de asteroizi. A fost descoperit pe 22 august 1990 la Observatorul Palomar de Henry E. Holt. El prezintă o orbită caracterizată de o semiaxă mare de 2,19 ua, o excentricitate de 0,17 și o înclinație de 5,0° în raport cu ecliptica.